# Cheria
Cheria (em árabe: الشريعة) é uma comuna localizada na província de Tébessa, Argélia. Sua população estimada em 2008 era de 75 344 habitantes.